# Иосиф (епископ Воронежский)
Епископ Иосиф (1672, Осташков — 27 декабря 1726 [7 января 1727], Москва) — епископ Русской православной церкви, епископ Воронежский и Елецкий.

## Биография
Родился в Осташкове в 1672 году. Родители Иосифа принадлежали к «священному чину», но их имена и мирское имя Иосифа неизвестны. Возможно Иосиф носил фамилию Савин, так как его племянника, диакона церкви Иоанна Предтечи звали Василий Саввин.
После переезда в Москву его отец служил церкви Вознесения за Никитскими воротами. После его смерти здесь стал служить и сын.
По смерти жены, принял постриг с именем Иосиф в одном из московских монастырей.
С 1714 года — игумен Переяславского Никитинского монастыря.
С 11 марта 1716 года — архимандрит того же монастыря.
В 1724 году упоминается архимандритом Московского Спасо-Андрониевского монастыря.
10 мая 1725 года был вызван в Санкт-Петербург. Указом императрицы Екатерины I от 16 сентября того же года определён на Воронежскую кафедру. 29 октября в Свято-Троицком соборе состоялось наречение, а 31 октября 1725 года — хиротония, в которой участвовали архиепископ Тверской и Кашинский Феофилакт (Лопатинский), епископ Ростовский и Ярославский Георгий (Дашков).
С 15 июля 1726 года — член Св. Синода.
Скончался 27 декабря 1726 (7 января 1727) года — «на память архидиакона Стефана; жил 53 г. Погребен 9 февраля 1727 г. ( Спасо-Андрониев монастырь); у соборной папери».